# Élie Berthet
Pour les articles homonymes, voir Berthet.
Élie Berthet, né le 8 juin 1815 à Limoges (Haute-Vienne) et mort le 1er février 1891 à Paris, est un écrivain français, auteur de feuilletons, de romans populaires, romans historiques et romans pour la jeunesse.

## Biographie

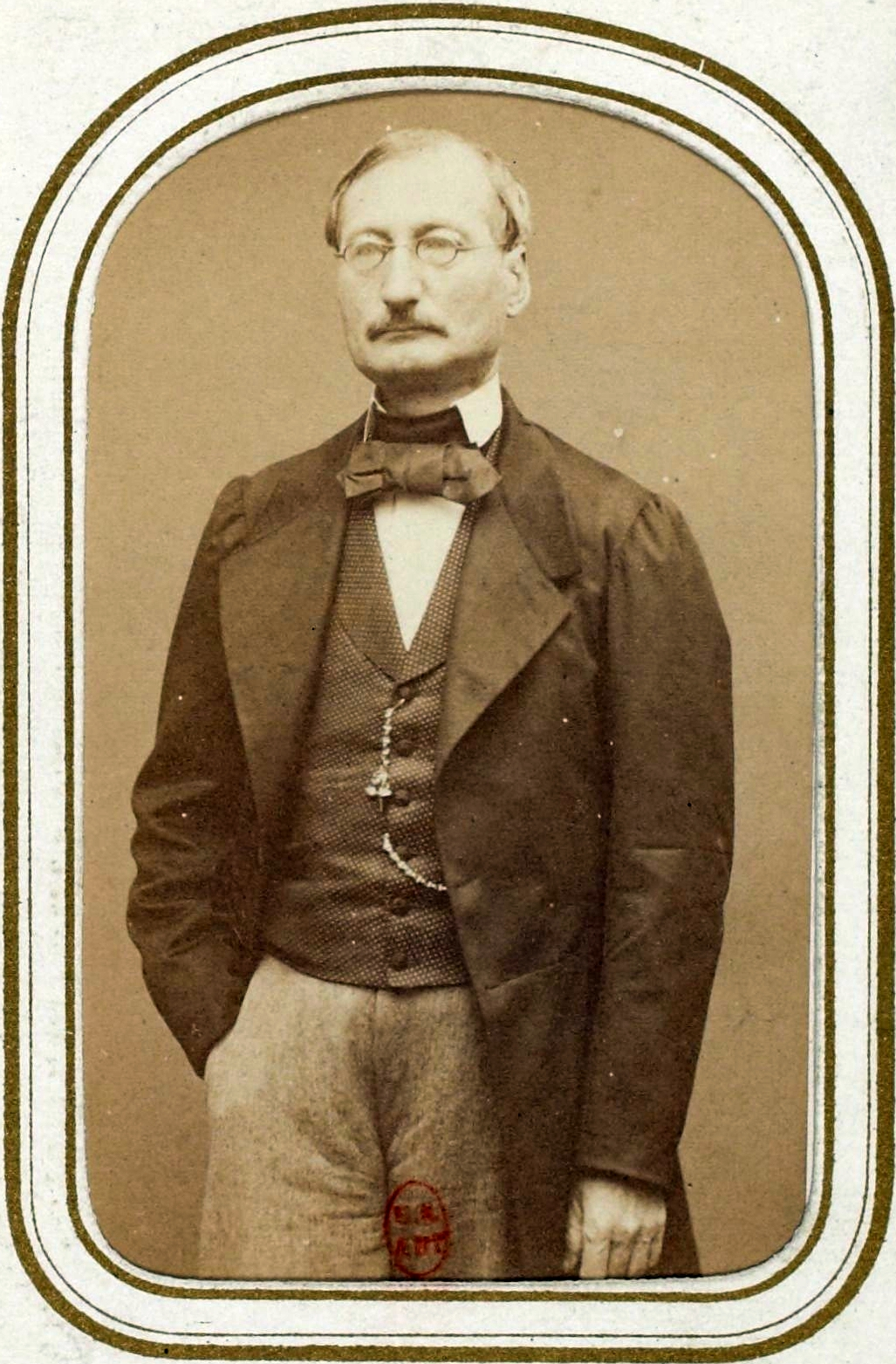
Élie Berthet photographié par Étienne Carjat, vers 1865-1870.

Élie Berthet (Bertrand Berthet sur l'acte de naissance) est né d'un père négociant, dans une famille de six enfants. Son enfance est marquée par son amour pour la nature et sa passion pour la lecture. Il entre en externe au collège de Limoges où il passe à seize ans le double diplôme de bachelier-ès-lettres et bachelier-ès-sciences. Déjà au collège, il écrit une série de récits, qui seront publiés plus tard sous le titre La Veilleuse. 
À 16 ans, il monte à Paris soi-disant pour étudier le droit, mais en réalité pour se vouer à l'écriture. Pour gagner sa vie, il devient répétiteur. Ce n'est qu'en 1835 qu'il trouve un éditeur : le Siècle publie ses premiers récits, La Veilleuse, sous le pseudonyme Élie Raymond. À la suite de cela, il entre au service du Siècle en tant que secrétaire de Louis Desnoyers. Ce seront des années d'apprentissage, dont il ne reste que des ébauches. En 1839-1841, il est coauteur de deux pièces de théâtre et de deux romans, mais depuis, il écrira seul ses livres, publiés d'abord en feuilleton. En 1840, il se marie avec une Allemande dont il aura deux fils.
Après 1840, Élie Berthet devient un des contributeurs les plus importants du Siècle, qui grâce à lui voit monter les tirages et les abonnements. On l'appelle alors le bras droit du Siècle et il est plus fameux qu'Alexandre Dumas père. Par la suite, il a subi la concurrence de l'abondante production d’Alexandre Dumas et ses nègres littéraires. Ceci n'a pas empêché que ses livres soient traduits en plusieurs langues, surtout ses livres pour la jeunesse.
Berthet a écrit tout genre, il a même créé de nouveaux genres. Ses romans sur des crimes se lisent comme des romans détectives avant la lettre, L'Homme des bois est considéré comme le précurseur de Tarzan et il est le premier, avant les frères Rosny, à écrire un roman préhistorique Paris avant l'Histoire, livre récemment réédité. Les Houilleurs de Polignies est une des inspirations pour Germinal de Zola.
Son roman Le Charlatan (1881) inaugure la collection « Les maîtres du roman » lancée en 1890 par les éditions Dentu.

## Œuvre[7]
- La Veilleuse (recueil de récits, publié sous le pseudo Élie Raymond) (1835)
- Le Pacte de famine d'Élie Berthet et Paul Foucher, Théâtre de la Porte-Saint-Martin, 17 juin 1839 en ligne
- Les Garçons de recette (drame, avec Adolphe d'Ennery) (1840) en ligne
- L'Ami du château (avec Henri Monnier) (1841)
- Le Colporteur (1841) en ligne
- La Croix de l'affût (1841) en ligne
- Le Chevalier de Clermont (avec Henri Monnier) (1841)
- L'Aveugle-né (1841) en ligne
- La Bastide rouge / Le Mûrier blanc (1841)[8]
- Justin (1842)
- La Fille du cabanier (1842) en ligne
- Le Val d'Andorre (1842) en ligne
- La Belle Drapière (1843) en ligne
- Le Loup-garou en ligne
- Richard Le Fauconnier (1844)
- La Ferme de l'Oseraie (1846)
- Le Château de Montbrun (1847) en ligne
- Le Pacte de famine (roman) (1847)
- Paul Duvert (1848) en ligne
- Le Château d'Auvergne (1848)
- Une maison de Paris (1848) en ligne
- La Mine d'or (1849) en ligne
- L'Étang de Précigny (1849) en ligne
- Le Roi des ménétriers (1850) en ligne
- Antonia (1850) en ligne
- Le Val-perdu (1851) en ligne
- La Falaise Saint-Honorine (1851)
- La Fille des Pyrénées (1851)
- Les Mésaventures de Michel Morin (1851)
- La Roche tremblante (1851) en ligne
- Le Réfractaire (1852) en ligne
- La Malédiction de Paris (1852)
- Le Vallon suisse (1852)
- La Bastide rouge (1853) en ligne
- Le Cadet de Normandie (1853) en ligne
- La Ferme de La Borderie (1853)
- Le Garçon de banque (1853)
- Le Marquis de Norville (1853)
- Les Missionnaires du Paraguay (1853)
- Les Mystères de La famille (1853)
- Les Catacombes de Paris (1854) en ligne
- Le Garde-chasse (1854)
- Gaëtan le Savoyard (1855)
- Justine (1855)
- La Maison murée (1855)
- Le Spectre de Châtillon (1855) en ligne
- La Mère du notaire (1856)
- Les Chauffeurs (1857) en ligne
- Le Nid de cigognes (1857) en ligne
- La Bête du Gévaudan (1858)
- La Dryade de Clairefont (1859) en ligne
- Les Émigrans : la colonie du Kansas (1859) en ligne
- Le Douanier de mer (1860)
- Le Dernier Irlandais (1860) en ligne
- La Directrice des postes (1861)
- L'Homme des bois (1861) en ligne
- Le Gentilhomme verrier (1862) en ligne
- Odilia (1863)
- L'Oiseau du désert (1863)
- Le Capitaine Blaugis (1864)
- Le Fou de Saint-Didier (1864)
- Le Juré (1864)
- La Double Vue (1865) en ligne
- L'Enfant des bois (1865)
- Le Fermier Reber (1865)
- La Maison des Deux Sœurs (1865)
- Les Houilleurs de Polignies (1866)
- La Peine de mort ou La route du mal (1866)
- Le Bon Vieux Temps (1867) en ligne
- Le Démon de La Chasse (1868)
- Les Drames de Cayenne (1868)
- Le Séquestré (1869)
- La Tour du télégraphe (1869) en ligne
- Le Gouffre (1872)
- L'Année du grand hiver 1709 (1873)
- L'Incendiaire (1873)
- L'Œil de diamant (1873
- Les Parisiennes à Nouméa (1873)
- Le Capitaine Rémy (1874)
- Les Drames du cloître (1874)
- Les Oreilles du banquier (1874)
- La Famille Savigny (1875)
- Maître Bernard (1875)
- Les Crimes inconnues (1876) en ligne
- Romans Préhistoriques (1876)
- L'Assassin du percepteur (1877) en ligne
- Le Braconnier (1877) en ligne
- Le Juré assassin (1877)
- Mlle de La Fougeraie (1877)
- M. de Blangy et Les Riupert (1877)
- Le Sauvage (1877) en ligne
- Tout est bien qui finit bien (1877)
- Les Trois Spectres (1877)
- Histoire des uns et des autres (1878) en ligne
- Les Cagnards de l'Hôtel-Dieu de Paris (1879)
- Le Crime de Pierrefitte (1879)
- Les Crimes du sorcier (1879) en ligne
- La Fontaine et La Fidélité (1880)
- Un mariage secret (1880)
- Les Petites Écolières dans les cinq parties du monde (1880) en ligne
- Le Martyre de La Boscotte (1880)
- Mère et Fille (1880)
- Une mystérieuse aventure (1880)
- Le Charlatan (1881)
- Tête-à-l'envers (1881)
- La Bonne Femme (1882)
- Le Marchand de tabac (1882)
- Le Sac de Loramée (1882)
- Fleur de Bohême (1883)
- La Sœur du curé (1883)
- Le Brocanteur (1884)
- La Femme du fou (1884) en ligne
- Paris avant l'histoire (1884)
- Édouard chez Les Orangs (1885)
- La Famille Rupert (1885)
- Le Garde-Champêtre (1885)
- L'Herboriste Nicias (1886)
- La Maison du malheur (1886)
- Les Petits Écoliers dans les cinq parties du monde (1887)
- L'Expérience du grand-papa (1887)
- La Petite Chailloux (1888)
- Le Murier blanc ; le chasseur de marmottes (1890) en ligne
- Sœur Julie (publié sous forme de roman-feuilleton dans Le Figaro du 24 août 1889 au 9 septembre 1889, puis en un volume chez Dentu en 1890)